# Joaquim Juan Roig
Joaquim Juan Roig, conegut com a Roig, (Atzeneta del Maestrat, 9 de juny de 1908 - Cartagena, 3 d'abril de 1975) fou un futbolista valencià de la dècada de 1930.

## Trajectòria
La seva trajectòria esportiva transcorregué entre Catalunya i la Regió de Múrcia. Fou jugador de l'EC Granollers i FC Gràcia, abans de fitxar pel FC Barcelona l'any 1928. Hi jugà durant quatre temporades, una cedit al Cartagena FC i fou campió de la lliga espanyola i del Campionat de Catalunya. El 1932 establí la seva residència a terres murcianes i acabà la seva carrera novament al Cartagena FC i al Reial Múrcia CF, club del qual també en fou entrenador. Fou cinc cops internacional amb la selecció de futbol de Catalunya.

## Palmarès
- Lliga espanyola:
  - 1928-29
- Campionat de Catalunya de futbol:
  - 1930-31, 1931-32